# Алиев, Гусейн Алирза оглы
Гусе́йн Алирза́ оглы́ Али́ев (азерб. Hüseyn Əlirza oğlu Əliyev; 22 апреля 1911, Джомардли, Елизаветпольская губерния — 25 мая 1991, Баку, Азербайджанская ССР, СССР) — советский и азербайджанский художник-живописец. Народный художник Азербайджанской ССР (1982). Старший брат третьего президента Азербайджана Гейдара Алиева.

## Биография
Алиев Гусейн Алирза оглы родился 22 апреля 1911 года в многодетной семье.
В 1922—1931 годах сотрудничал с журналом «Молла Насреддин», где публиковались его карикатуры. С 1927 по 1932 годы учился в Бакинском художественном техникуме. В 1932—1935 годах обучался в Ленинградском институте живописи, скульптуры и архитектуры. Первый азербайджанец в стенах этого высшего учебного заведения.
Участник Великой Отечественной войны. Был награждён медалями «За оборону Кавказа», «За доблестный труд в Великой Отечественной войне 1941—1945 гг.», «Тридцать лет Победы в Великой Отечественной войне 1941—1945 гг.» и орденом Дружбы народов.
Гусейн Алиев был трижды удостоен Почётных грамот Президиума Верховного Совета Азербайджанской ССР и один раз Почётной грамоты Президиума Верховного Совета Украинской ССР. Член Союза художников с 1940 года. Гусейн Алиев в 1977 году был удостоен почётного звания Заслуженного, а в 1982 году — Народного художника Азербайджанской ССР.
В течение 50 лет, до самого выхода на пенсию, проработал художником, затем главным художником в редакции азербайджанской республиканской газеты «Коммунист». Автор более 250 картин.
Гусейн Алирза оглы Алиев скончался 25 мая 1991 года.
В 2004 году работы Гусейна Алиева были продемонстрированы в Абу-Даби. В 2011 году в Государственном Русском музее в Санкт-Петербурге прошла выставка Гусейна Алиева, приуроченная к 100-летию со дня рождения мастера.

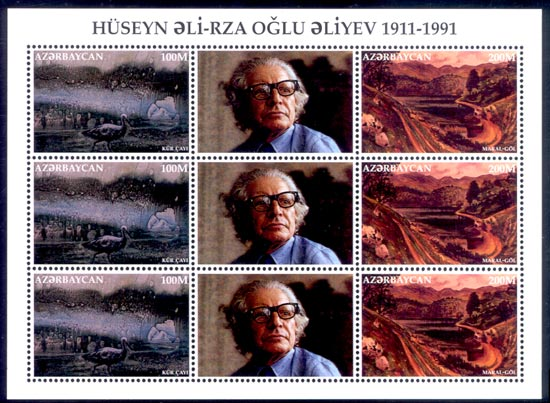
Почтовая марка с изображением Гусейна Алиева и его картин (1996)